# 16253 Griffis
16253 Griffis è un asteroide della fascia principale. Scoperto nel 2000, presenta un'orbita caratterizzata da un semiasse maggiore pari a 3,0442248 UA e da un'eccentricità di 0,1343955, inclinata di 11,33855° rispetto all'eclittica.